# Christer Youssef
Christer Youssef (Estocolmo, Suecia, 1 de diciembre de 1987) es un futbolista sueco. Juega de delantero y su equipo actual es el Nongbua Pitchaya F.C. de la Liga 2 de Tailandia.

## Clubes
| Club                  | País      | Año         |
| --------------------- | --------- | ----------- |
| IF Brommapojkarna     | Suecia    | 2005 - 2008 |
| Djurgårdens IF        | Suecia    | 2009 - 2012 |
| Assyriska FF (cedido) | Suecia    | 2012        |
| Assyriska FF          | Suecia    | 2013 - 2014 |
| Aris de Limassol      | Chipre    | 2014        |
| Assyriska FF          | Suecia    | 2015 - 2016 |
| Hansa Rostock         | Alemania  | 2015 - 2016 |
| Aris de Limassol      | Chipre    | 2016 - 2018 |
| Nongbua Pitchaya F.C. | Tailandia | 2019 -      |